# Радамант (пьеса)
«Радамант» (др.-греч. Ῥαδάμανθυς) — трагедия древнегреческого драматурга Еврипида (V век до н. э.) на сюжет, связанный с критскими мифами, часть тетралогии, включавшей трагедии «Пирифой» и «Тенн» и сатировскую драму «Сизиф». Её текст утрачен за исключением отдельных фрагментов. Сохранилась часть гипотесиса (античного пересказа содержания пьесы).
Заглавный герой трагедии — мифологический персонаж, царь Крита, впоследствии судья в загробном мире. Возможно, в пьесе Еврипида рассказывается о браке Радаманта с Алкменой, матерью Геракла. В одном из сохранившихся отрывков идёт речь о разных видах любви.
Афиней, цитируя трагедию «Пирифой», уточняет, что её автор — «либо Еврипид, либо тиран Критий», а автор «Жизнеописания Еврипида» называет «Радаманта» «подложной» пьесой наряду с «Тенном» и «Пирифоем». Исходя из этих данных, германский исследователь Ульрих фон Виламовиц-Мёллендорф первым предположил, что все эти пьесы были написаны Критием. В антиковедении можно встретить разные мнения на этот счёт: одни учёные согласны с аргументами Виламовица-Мёллендорфа, другие считают их недостаточно убедительными и либо предлагают свои, либо приписывают спорные пьесы Еврипиду.